# Râul Ilva, Someșul Mare
Râul Ilva este un curs de apă, afluent al râului Someșul Mare.